# Resia
Resia (in dialetto resiano Reśija, in sloveno Rezija, in friulano Rèsie) è un comune italiano di 918 abitanti del Friuli-Venezia Giulia. Si tratta di un comune sparso con sede comunale nella frazione di Prato.

## Geografia fisica
La Val Resia è situata nella parte nord-orientale della regione Friuli-Venezia Giulia: è una valle pre-alpina che si estende in direzione ovest-est per 20 km: a est è chiusa da un massiccio montuoso, del quale il Monte Canin (2 587 m) rappresenta il punto più alto, segnando il confine fra l'Italia e la Slovenia; l'aspetto più importante della valle, oltre all'indiscussa importanza linguistico-culturale, è il profilo naturalistico: immersa com'è in una conca verde su cui vegliano i picchi del Canin, innevati per buona parte dell'anno; merita una visita sia per un contatto diretto con la popolazione dei borghi, sia per le piacevoli escursioni in una delle più suggestive vallate alpine.
La valle è suddivisa in cinque principali frazioni che sono, da ovest a est, San Giorgio, Prato, Gniva, Oseacco e Stolvizza; vi sono inoltre le borgate di Lipovaz, Crisacis, Gost, Lischiazze, Coritis e in una adiacente valle più a sud, Uccea. Vi è ubicata la stazione meteorologica di Resia. Si raggiunge seguendo la SS13 Pontebbana in direzione di Tarvisio oppure dal casello Carnia-Tolmezzo dell'autostrada A23 in direzione di Tarvisio arrivando dopo 10 km circa a Resiutta e seguendo il bivio per la Val Resia.

## Storia
Le origini di Resia sono legate all'insediamento della sua popolazione nella vallata, che si fa risalire al VII secolo. I resiani sono i discendenti di quelle popolazioni di ceppo slavo che giunsero in Italia al seguito degli Avari e dei Longobardi e che, abbandonando il nomadismo, qui presero dimora. Un tempo isolata tra i monti Musi a sud e l'imponente massiccio del Canin a est e a nord, Resia rappresenta per la cultura un'isola linguistica e di tradizioni estremamente importante. La singolare lingua locale a tutt'oggi parlata, il resiano, è riconosciuta dall'Unesco. Essa è stata ed è tuttora oggetto di molti studi, i quali hanno favorito la custodia e la perpetuazione di tradizioni (costumi, canti, balli, cerimonie) di grande interesse.
La comunità di Resia è oggi in gran parte raggruppata nelle frazioni di Prato, San Giorgio, Oseacco, Gniva, Lischiazze, Stolvizza e Uccea. Dal punto di vista storico, essendo stata soggetta alla giurisdizione dell'Abbazia di Moggio, ne seguì le vicende nel corso dei secoli. Rivestì una certa importanza sotto il dominio veneziano per la difesa delle selle di Carnizza e di Guarda che permettono di raggiungere la valle dall'Isonzo in Slovenia. A questo scopo vi fu nella vallata la presenza di una guarnigione militare (reparti di fanteria d'arresto) con fortificazioni a Stolvizza e a San Giorgio.
Nel 1976 il comune fu devastato dal terremoto del Friuli, che provocò enormi crolli e danni.

### Simboli
Lo stemma e il gonfalone sono stati concessi con D.P.R. del 4 ottobre 1986.
Stemma
Lo stemma comunale si può blasonare d'azzurro, all'albero di verde, nodrito sul monte dello stesso e fondato in punta, accostato da un cuore d'oro e da un cervo, anch'esso d'oro, saliente sul tronco; al capo partito: nel primo d'oro, allo scaglione di nero; nel secondo d'argento, alla croce di rosso.
Gonfalone

## Monumenti e luoghi d'interesse

### Architetture religiose
- Chiesa di Santa Maria Assunta, a Prato;
- Chiesa di San Vito, nella frazione di Oseacco;
- Chiesa di San Carlo Borromeo, nella frazione di Stolvizza;
- Chiesa di San Giorgio Martire, nella frazione di San Giorgio.

### Architetture civili
Parco naturale delle Prealpi Giulie, molto frequentato nel periodo estivo per escursioni e picnic.
Da Resia, gli escursionisti possono raggiungere il bivacco Franco Costantini percorrendo il sentiero che passa per la malga Coot, e quindi arrivare nella prossimità del torrione Mulaz (attrezzato con una via d'arrampicata), della Baba grande e della Babà piccola oppure procedere alla salita al monte Canin lungo l'Alta Via Resiana.

### Architetture militari
Nella zona settentrionale di Resia, nelle prossimità del confine con l'attuale Slovenia, in passato linea di demarcazione tra Regno d'Italia e Impero austro-ungarico, sono presenti strutture militari che risalgono alla Grande guerra, documentate e oggetto di studi approfonditi.

### Architetture rurali
Nella stagione estiva vi era l'esigenza di portare il bestiame al pascolo in montagna per 4-5 mesi. Per questo motivo sono stati costruiti gli stavoli, sparsi per le montagne di tutta la vallata. Costituiti solitamente da una stanza adibita a cucina con il focolare per la preparazione del formaggio, un locale per il bestiame (mucche, capre), una stanza sopra la cucina per dormire e infine il fienile sopra la stalla. In alcuni stavoli era presente anche uno stanzino per la conservazione del latte, del formaggio e del burro. Per la raccolta dell'acqua piovana era presente un serbatoio in calcestruzzo con una finestrella di accesso per prelevare l'acqua utilizzando un secchio.

## Società

### Evoluzione demografica
Abitanti censiti

### I resiani
I resiani sono una popolazione appartenente al gruppo linguistico slavofono. Mancano reperti archeologici certi, o d'altra natura, tali da offrire un'indicazione sulla datazione dell'insediamento slavo nella valle. Resia è citata nel testamento del conte Cacellino che verso l'XI secolo lasciava a Federico, Patriarca di Aquileia, i beni allodiali del Friuli e della Carinzia, nei cui confini era compreso anche il sartum montem. Al riguardo, è stato osservato come il significato medievale di mons si riferisca a una malga esistente sul Monte Sart e quindi della possibilità che esistesse a fondo valle un insediamento di carattere stabile. È quindi accettato il VI secolo-VII secolo anche per i Resiani quale riferimento più generale agli stanziamenti di quelle popolazioni appartenenti al ramo meridionale degli Slavi nell'arco alpino e prealpino orientale.
Invece, rinvenimenti archeologici romani e preromani nella vicina Resiutta vi testimoniano la presenza di un insediamento antecedente al VI secolo, mentre si fa menzione di un documento secondo il quale a Prato, nel 1098, esisteva una cappella dedicata alla Madonna. Dopo il loro insediamento, i Resiani seguirono le vicende storiche legate al Friuli, fino ai nostri giorni.
I Resiani, secondo il linguista polacco Baudouin de Courtenay, che li studiò a fondo nella seconda metà dell'800, "dovevano provenire da diverse tribù con diversi dialetti" e offriva la seguente classificazione dei principali, sottolineando l'importanza di questo fatto anche sotto il profilo etnografico: 1) di Lipovaz - San Giorgio; 2) di Gniva; 3) di Stolvizza; 4) di Oseacco 5) di Uccea. Resta d'indubbio interesse, sotto il profilo demografico e antropologico, la tipologia della popolazione resiana suggerita dalle varietà delle parlate e che, comunque, testimoniano per Resia la presenza di una situazione di accentuato isolamento e di forti localismi interni. Tale situazione di isolamento è stata confermata, fino a tempi recentissimi, dalle recenti indagini storico-demografiche eseguite sui registri di matrimonio per il periodo 1745 - 1905 (G. Rotta, 1987, 1988).
Si hanno ancora notizie su una suddivisione nei quattro territori di Gniva, Oseacco, San Giorgio e Stolvizza, definiti vuoi ora come pertinenze vuoi come ville o come comuni. Il Loschi cita il documento nel quale si elencano i quattro vassalli di Resia che nel 1336 prestarono giuramento di fedeltà all'abate Ghiberto della vicina Moggio Udinese. Tale distinzione la ritroviamo nella descrizione della carta geografica del 1672 nella quale il Cancelliere di Moggio, Bernardino Nodaro, dava una descrizione dei confini delle quattro pertinenze. Quattro comuni le ritroviamo aggregate a quella di San Giorgio, indicata nella descrizione della carta viaria di Resia del 1808 come capoluogo. Da quadri d'insieme del catasto del 1851, rileviamo ancora una suddivisione in territori. L'espansione degli insediamenti e delle aree di pertinenza resiane all'interno della valle fu caratterizzata da numerose liti che scoppiarono non solo fra gli stessi Comuni resiani, ma anche con gli abitanti della vicina Resiutta che vantavano diritti di pascolo sulle pendici del Monte Canin e in Planinizza, a ridosso dei Monti Musi, di cui si hanno notizie fin dalla seconda metà del XIV secolo.
Recenti indagini antropologico fisiche eseguite sulle popolazioni resiane (Corrain e Capitanio, 1987) hanno consentito, attraverso l'esame della distribuzione di diversi fenotipi ematologici, di accertare le caratteristiche genetiche delle quattro popolazioni anche attraverso confronti con le altre popolazioni, in particolare quelle dell'Europa centro orientale che risultarono negativi. Dai risultati dell'indagine è invece emerso come un'inattesa omogeneità interna consente di considerare valida la proposta di un comportamento medio della valle agli effetti dei vari confronti con l'esterno. Per questi confronti gli abitanti della valle vanno a costituire un isolato genetico quasi da manuale. Ciò non toglie che si verifichino, all'interno della valle, diversità distributive anche significative: a conferma d'una divisione in quattro gruppi di località su basi storiche e demografiche. I due autori, rilevavano inoltre di come "si fanno tuttora sentire gli effetti delle poche famiglie iniziali fondatrici...". Grazie all'interdisciplinarità dell'osservazione della realtà resiana, lo scenario oggi più verosimile sull'origine dello stanziamento è quello di poche famiglie iniziali, forse una ventina, alcune, probabilmente, già fra loro imparentate, che si distribuirono nei vari villaggi della valle. L'isolamento successivo ha mantenuto nei secoli il patrimonio genetico dei fondatori. Si tratta di una situazione genetica ormai rarissima a trovarsi in Europa. Resia, come si è accennato, molto probabilmente nel VI secolo-VII secolo era già abitata. In tal senso, un forte indizio ce lo offre ancora una volta la genetica; la presenza solo nella popolazione di Oseacco del raro complesso, in Europa, ccDee. Un'elevata incidenza di tale complesso è stata rilevata anche nella vicina Resiutta. Al riguardo, suggeriscono gli autori: "Quasi tutta la gente è venuta da là o là si è fermata, se pure non si tratti di un più antico substrato".

### L'idioma

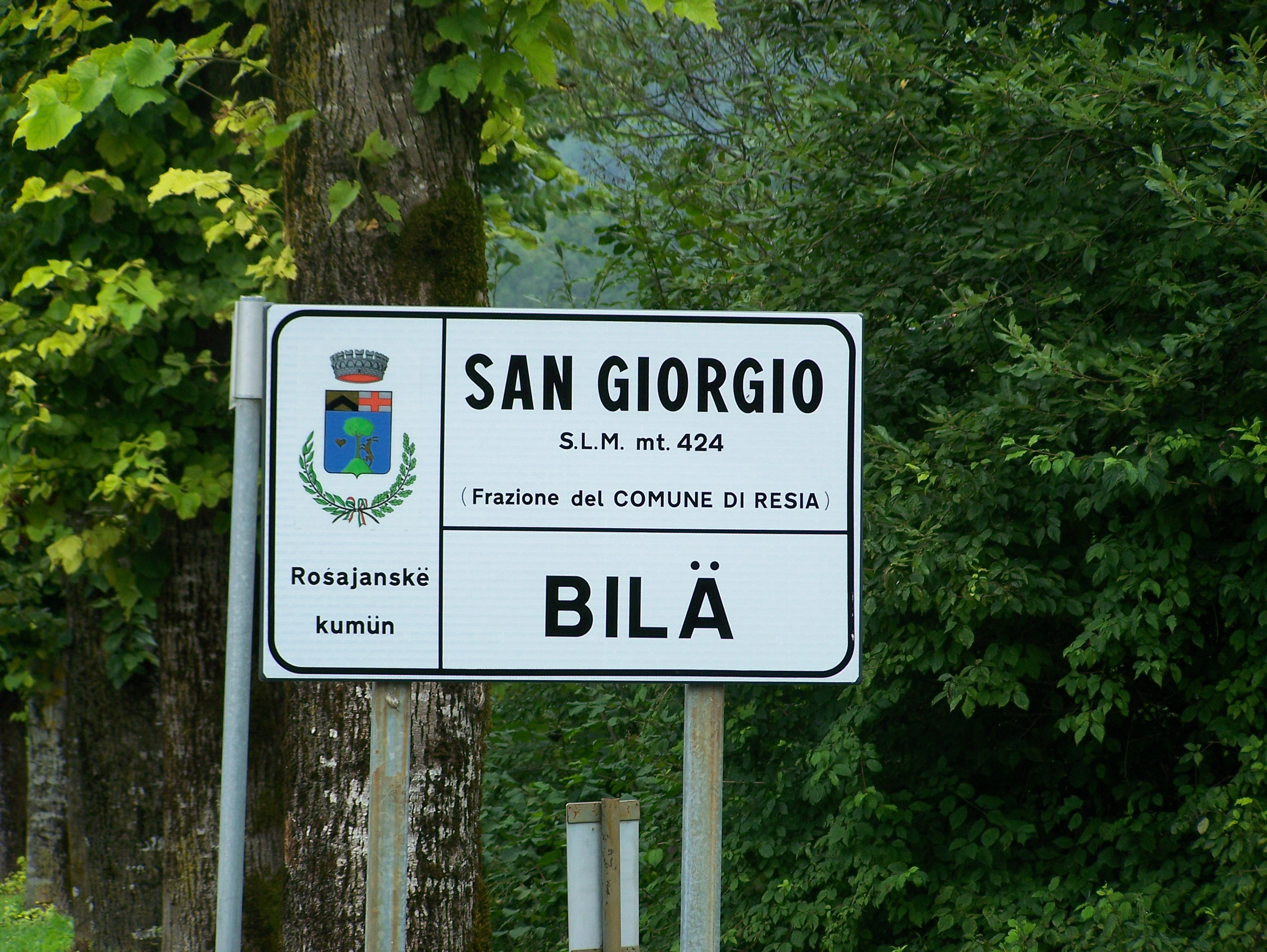
Cartello stradale in resiano. Lettera speciale: S con accento acuto (Ś), usata in polacco

Grazie alle leggi n. 482/99 e n. 38/01 approvate dal Parlamento italiano e promulgate dal Presidente della Repubblica Italiana Carlo Azeglio Ciampi sulla tutela delle lingue minoritarie, oggi è possibile insegnare a scrivere e leggere in resiano nelle scuole dell'obbligo, permettendo così di mantenere le scuole a Resia, altrimenti sarebbero state trasferite a Moggio Udinese. Programmi Interreg. 2007-2013 (finanziati dalla Comunità europea), prevedono, al di qua e al di là del confine (Slovenia-Italia), progetti transfrontalieri che stanno incidendo in maniera significativa nello sviluppo della Val di Resia. Volendo attuare progetti comuni con gli enti oltre confine, si è sentita la necessità che gli operatori del Parco delle Prealpi Giulie e delle associazioni che operano in valle imparassero anche la lingua slovena.

## Amministrazione

### Gemellaggi
- Frjazino

## Galleria d'immagini

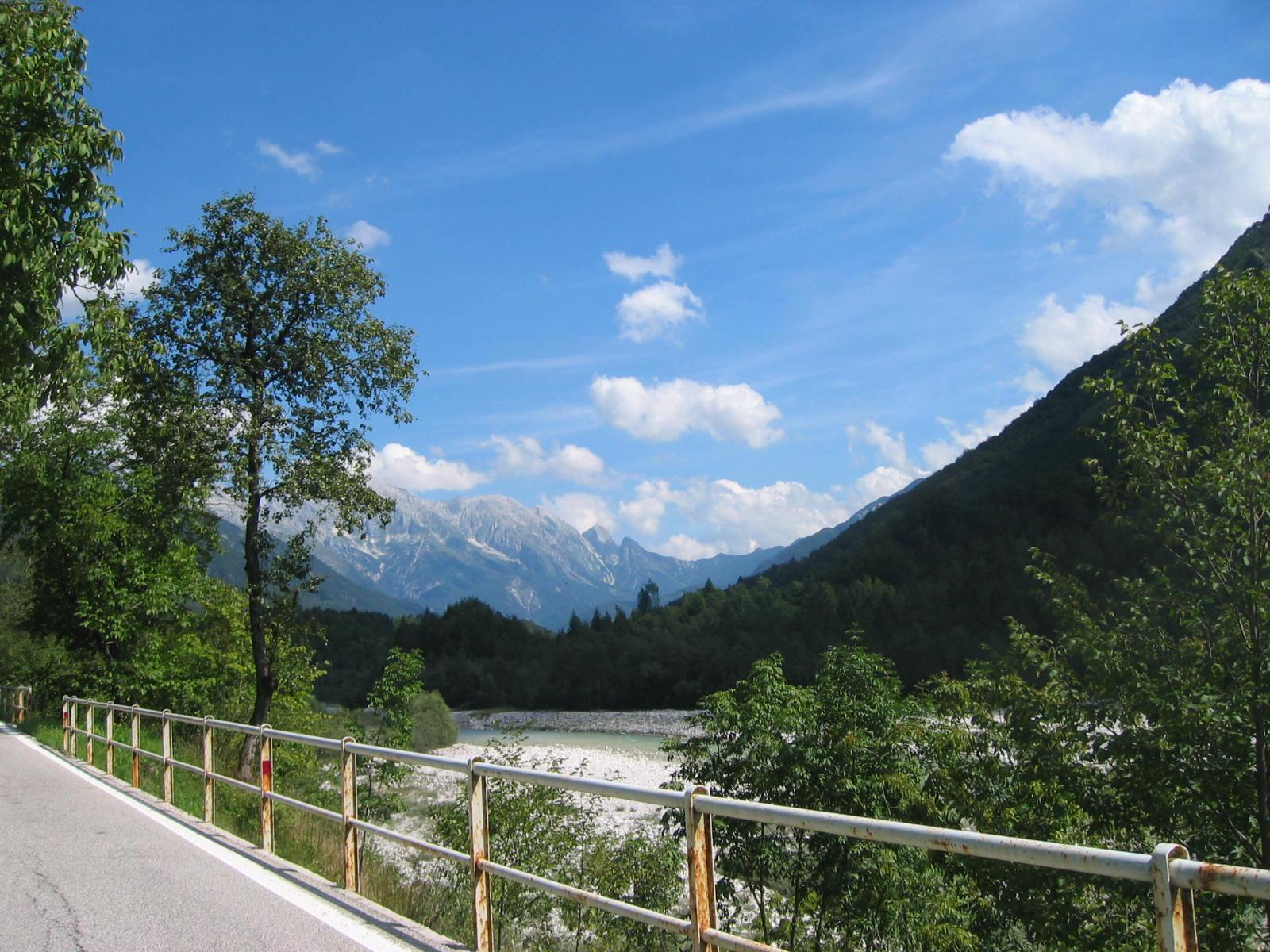
Val Resia
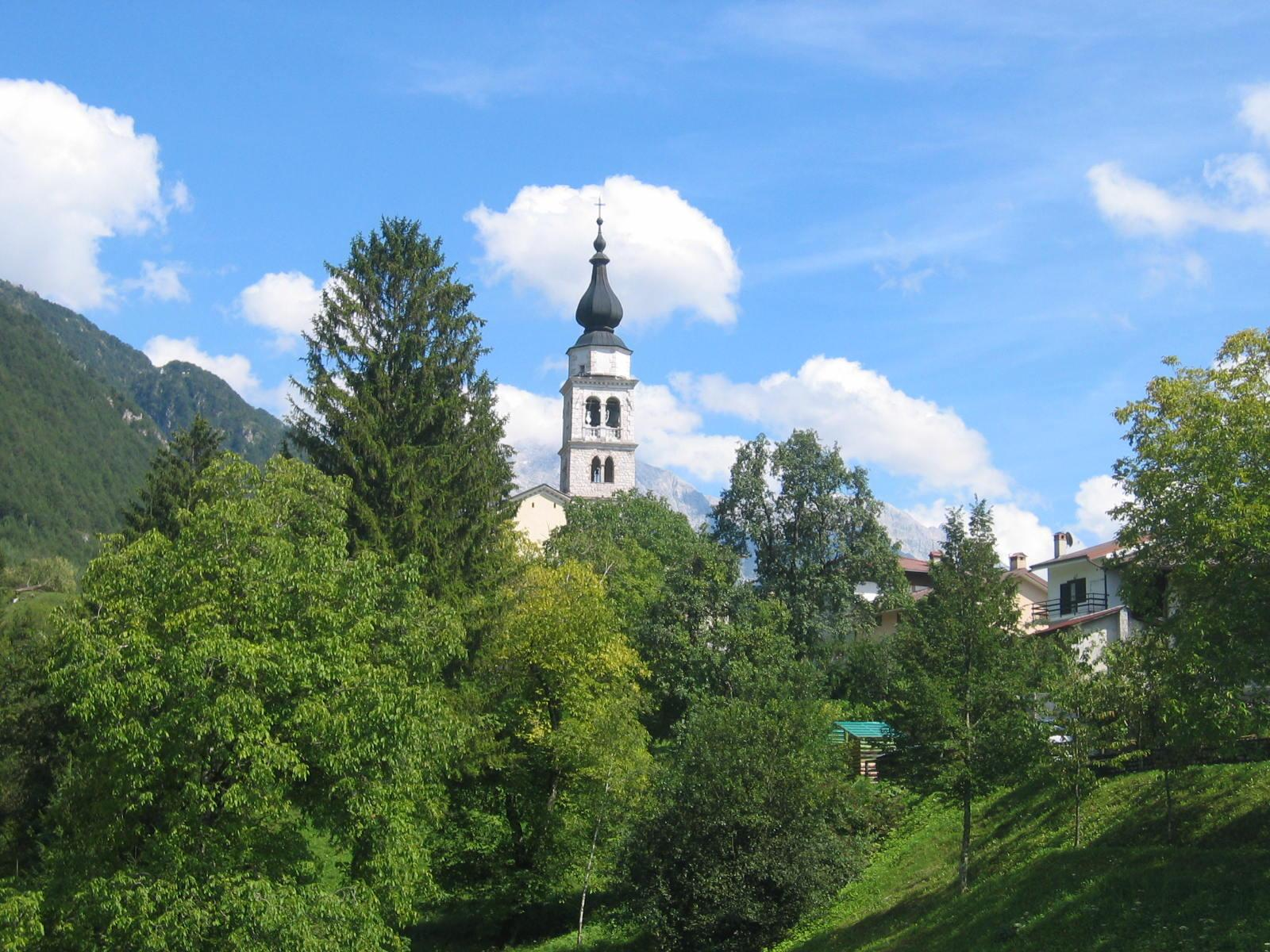
Prato di Resia - Ravanca
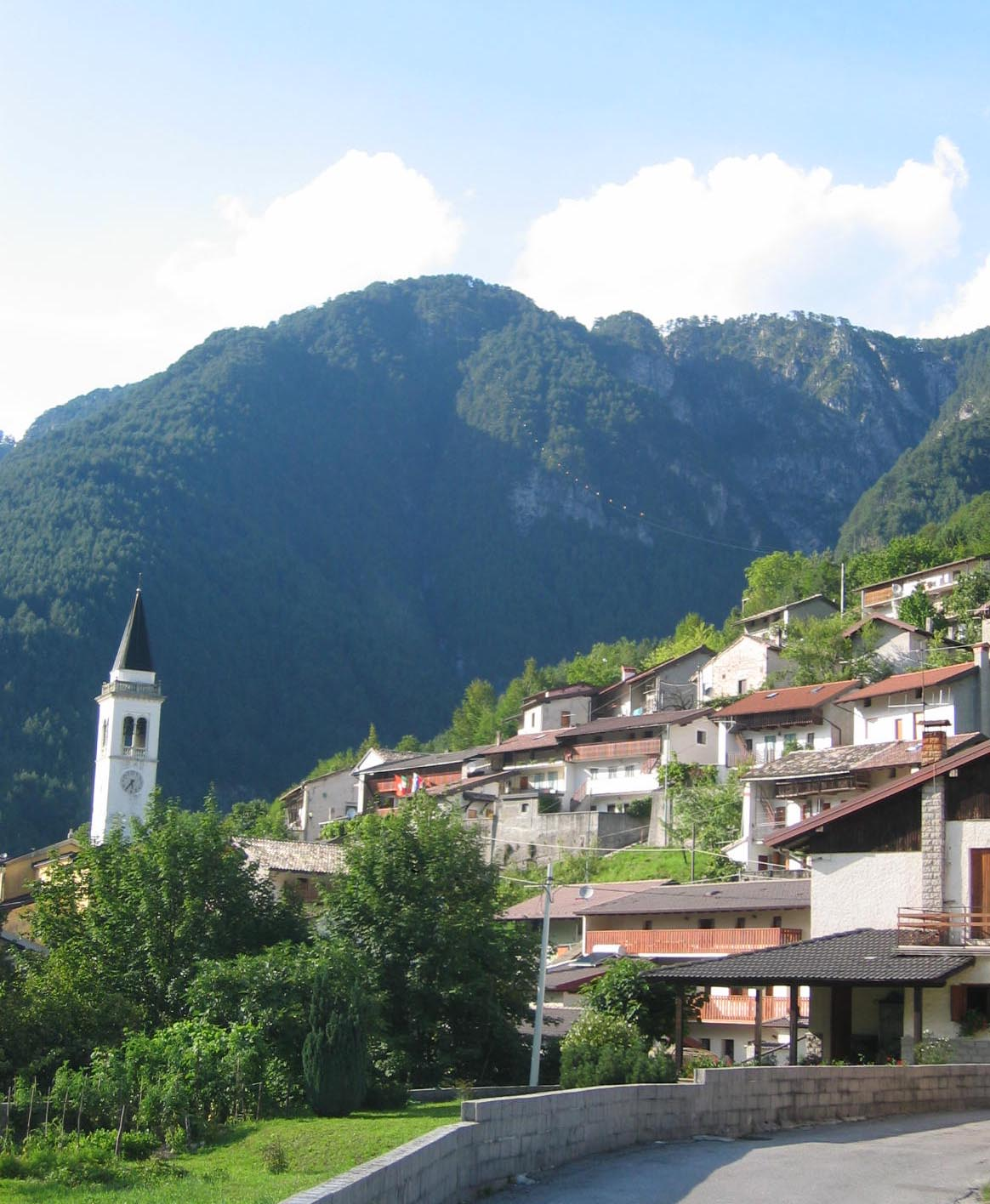
Stolvizza - Solbica
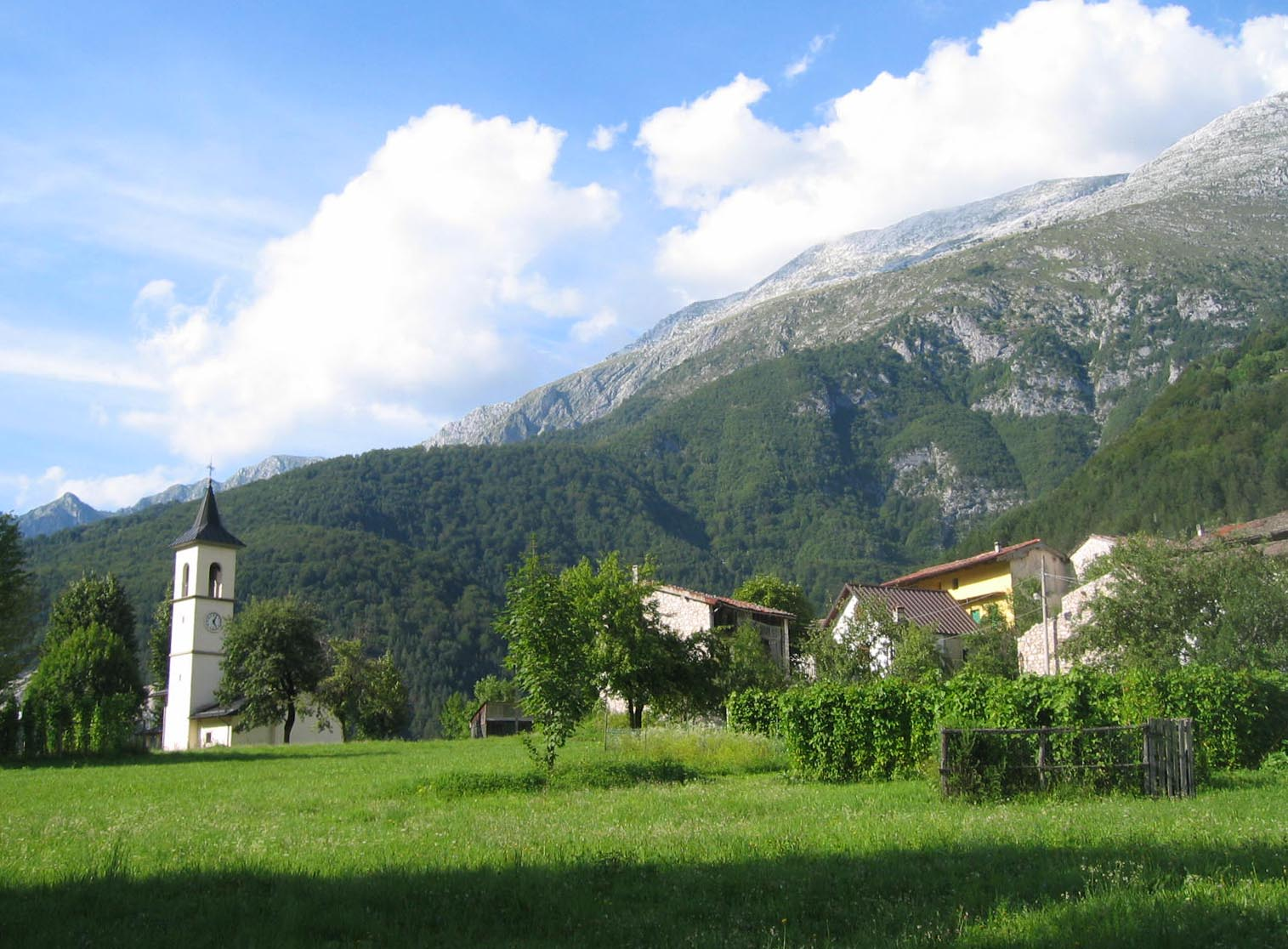
Coritis - korito